# Europese kampioenschappen indooratletiek 2023 – 1500 meter mannen
De 1500 meter voor mannen op de Europese kampioenschappen indooratletiek 2023 vonden de series plaats op 2 maart en de finale op 3 maart 2023 werd gehouden op de shorttrackbaan van Ataköy Arena in Istanbul in Turkije. Het was de vijfendertigste keer dat dit onderdeel op het programma stond.
De winnaar van de 1500 meter voor mannen was de Noor Jakob Ingebrigtsen dat voor de tweede keer op rij deze titel won in 3.33,95 dat een kampioenschapsrecord betekende. De Brit Neil Gourley won het zilver in 3.34,23. Het brons ging naar de Fransman Azeddine Habz in 3.35,39.

## Records
Voorafgaand aan het toernooi waren dit het Wereldrecord, Europees record, Kampioenschapsrecord en de Wereld-, Europese leiding.
| Wereldrecord         | Jakob Ingebrigtsen | 3.30,60 | Liévin | 17 februari 2022 |
| Europees record      | Jakob Ingebrigtsen | 3.30,60 | Liévin | 17 februari 2022 |
| Kampioenschapsrecord | Ivan Heshko        | 3.36,70 | Madrid | 6 maart 2005     |
| WL                   | Jakob Ingebrigtsen | 3.32,28 | Liévin | 15 februari 2023 |
| EL                   | Jakob Ingebrigtsen | 3.32,28 | Liévin | 15 februari 2023 |

## Resultaten

### Series
De eerste drie van elke serie kwalificeerden zich direct voor de finale. Van de overgebleven atleten kwalificeerden de drie tijdsnelsten zich ook voor de halve finales.

#### Serie 1
| Rang | Atleet             | Land                | Tijd    | Bijz. |
| ---- | ------------------ | ------------------- | ------- | ----- |
| 1    | Azeddine Habz      | Frankrijk           | 3.49,88 | Q     |
| 2    | George Mills       | Verenigd Koninkrijk | 3.50,01 | Q     |
| 3    | Jakob Ingebrigtsen | Noorwegen           | 3.50,29 | Q     |
| 4    | Federico Riva      | Italië              | 3.50,88 |       |
| 5    | Robin van Riel     | Nederland           | 3.51,08 |       |
| 6    | Isaac Nader        | Portugal            | 3.52,73 |       |
| 7    | Emil Danielsson    | Zweden              | 3.53,89 |       |

#### Serie 2
| Rang | Atleet               | Land      | Tijd    | Bijz. |
| ---- | -------------------- | --------- | ------- | ----- |
| 1    | Pietro Arese         | Italië    | 3.43,97 | Q     |
| 2    | Michał Rozmys        | Polen     | 3.43,97 | Q     |
| 3    | Ismael Debjani       | België    | 3.44,00 | Q     |
| 4    | Amos Bartelsmeyer    | Duitsland | 3.44,31 |       |
| 5    | Ignacio Fontes       | Spanje    | 3.44,33 |       |
| 6    | Ferdinand Kvan Edman | Noorwegen | 3.44,44 |       |
| 7    | Filip Sasínek        | Tsjechië  | 3.44,76 |       |

#### Serie 3
| Rang | Atleet          | Land                | Tijd    | Bijz. |
| ---- | --------------- | ------------------- | ------- | ----- |
| 1    | Neil Gourley    | Verenigd Koninkrijk | 3.41,08 | Q     |
| 2    | Jesús Gómez     | Spanje              | 3.41,26 | Q     |
| 3    | Ossama Meslek   | Italië              | 3.41,34 | Q     |
| 4    | Louis Gilavert  | Frankrijk           | 3.41,45 | q     |
| 5    | Luke McCann     | Ierland             | 3.41,51 | q     |
| 6    | Jan Friš        | Tsjechië            | 3.41,57 | q, SB |
| 7    | Pol Moya        | Andorra             | 3.42,23 | NR    |
| 8    | David Nikolli   | Albanië             | 3.42,67 |       |
| 9    | Andrew Coscoran | Ierland             | 3.44,11 |       |

### Finale
| Rang   | Atleet             | Land                | Tijd    | Bijz. |
| ------ | ------------------ | ------------------- | ------- | ----- |
| Goud   | Jakob Ingebrigtsen | Noorwegen           | 3.33,95 | CR    |
| Zilver | Neil Gourley       | Verenigd Koninkrijk | 3.34,23 |       |
| Brons  | Azeddine Habz      | Frankrijk           | 3.35,39 |       |
| 4      | Jesús Gómez        | Spanje              | 3,38,11 |       |
| 5      | Pietro Arese       | Italië              | 3,38,91 | SB    |
| 6      | Louis Gilavert     | Frankrijk           | 3.39,54 |       |
| 7      | Ismael Debjani     | België              | 3.40,06 |       |
| 8      | Jan Friš           | Tsjechië            | 3.40,86 | SB    |
| 9      | Michał Rozmys      | Polen               | 3.43,09 |       |
| 10     | Luke McCann        | Ierland             | 3.44,55 |       |
| 11     | George Mills       | Verenigd Koninkrijk | 3.51,28 |       |
|        | Ossama Meslek      | Italië              | DNF     |       |